# Conradiens
Les Conradiens étaient une dynastie de comtes et de ducs francs du VIIIe au XIe siècle. Le nom de cette dynastie vient de Conrad l'Ancien († 906), comte en Franconie, et de son fils Conrad Ier, roi de Francie orientale de 911 à 918.

## Histoire
La famille est mentionnée pour la première fois en 832, avec le comte Gebhard, seigneur du Lahngau (Pagus Loganahe) en Austrasie. Selon une théorie, il est le fils d'Eudes l'Ancien († 834), comte d'Orléans à partir de 828, et de son épouse Engeltrude de Fézensac, fille du comte Leuthard Ier de Paris. Si tel était le cas, ses ancêtres seraient issus de Gérold Ier († vers 784), comte en Kraichgau, le père de Hildegarde de Vintzgau qui épousa Charlemagne vers 771. Ce lien étroit avec la dynastie des Carolingiens contribua fortement à l'ascension de la famille. Gebhard lui-même était un proche partisan de l'empereur Louis le Pieux, fils de Charlemagne et de Hildegarde. 
Les fils de Gebhard sont mentionnés en 861 en tant que propinqui de Adalard le Sénéchal, qui avait servi sous les ordres de Louis le Pieux. Mais la montée du clan vers la suprématie commença avec Oda, femme de l'Empereur Arnulf de Carinthie. À cause de sa relation familiale avec Oda, Conrad l'ancien était fréquemment cité comme aïeul de l'Empereur. Lui et ses frères lui étaient fortement liés par le soutien qu'ils lui apportèrent dans les querelles avec les comtes de Babenberg. Arnulf les récompensa en les aidant à obtenir des territoires au-delà des frontières du royaume de Hesse, en Thuringe et des régions franques le long de la rivière du Main.
Après la mort d'Arnulf, les Conradiens étaient la seule famille du nouveau roi, Louis l'Enfant et par conséquent la famille prédominante au sein du royaume. Le frère de Conrad, Gebhard, devint duc de Lorraine en 903. En 906, Conrad l'Ancien et son fils Conrad le Jeune battirent résolument leurs rivaux les comtes de Babenberg à la bataille de Fritzlar. Conrad l'Ancien mourut dans la bataille, mais son fils devint duc de Franconie.
Cinq ans plus tard, à la mort de Louis l'Enfant, dernier Carolingien ayant porté la couronne de Francie orientale, en 911, la diète élit Conrad Ier comme roi des Romains, le préférant au roi de Francie occidentale, Charles le Simple, et mettant ainsi fin au règne des Carolingiens en Francie orientale.

## Filiation
Gebhard († après 879), comte en Lahngau (Austrasie)
- Udo, comte en Lahngau ; ép. Judith fille de Conrad Ier, comte d'Auxerre (Welf), et d'Adélaïde de Tours
  - Conrad l'Ancien († 906 à Fritzlar), comte en Lahngau, en Hessengau, en Vettéravie et en Wormsgau, margrave de Thuringe (892), margrave en Maingau (893) ; parent (nepos) de l'empereur Arnulf, ép. Glismonde († 924), supposée fille illégitime d'Arnulf
    - Conrad Ier le Jeune († 918), comte en Hessengau, margrave en Maingau, duc de Franconie 906-911, élu roi de Francie orientale le 10 novembre 911 ; ép. Cunégonde († 915), sœur du comte palatin Erchanger de Souabe et petite-fille du roi carolingien Louis II de Germanie, veuve du margrave Léopold de Bavière
    - Eberhard († 939), duc de Franconie 912-939, comte en Hessengau et en Lahngau, margrave en Maingau
      - Conrad, comte en Lobdengau
        - Meingaud, comte en Maingau et en Lobdengau

    - Otton († après 918), comte en Ruhrgau et en Lahngau

  - Eberhard († 902/903 près de Bamberg), comte en Lahngau et en Ortenau ; ép. Wiltrude, fille de Walaho IV, comte en Wormsgau
    - Conrad († 948), comte en Wormsgau, en Lahngau, en Ahrgau et en Lobdengau (de)
    - Gebhard († après 947), comte en Ufgau (Bade) ; ép. une fille du comte Herbert Ier de Vermandois (Carolingiens)
      - Conrad († 982), comte en Rheingau et en Ortenau ; ép. Judith de Thuringe
        - Conrad, comte en Rheingau, en Ufgau et en Ortenau ; possiblement identique au duc Conrad Ier de Souabe  († 997)

      - Drutwin Ier, comte en Esterau
        - Drutwin II, comte en Königssondergau
        - Ruprecht († 975), archevêque de Mayence 970-975

      - Udo († 982 en Calabre), comte à Nassau
      - Judith († 973) ; ép. Henri († 976), comte en Heilangau (Saxe)

  - Gebhard († 910 près d'Augsbourg), comte en Rheingau et en Vettéravie, duc de Lotharingie 903-910
    - Udo († 949), comte en Vettéravie, en Rheingau et en Lahngau ; ép. Cunégonde († 943), fille du comte Herbert Ier de Vermandois (Carolingiens)
      - Gebhard († 938)
      - Udo († 965), évêque de Strasbourg (950–965)
      - Herbert († 992), comte en Kinziggau et en Vettéravie ; ép. Irmtrude († 1020), fille du comte Mégingoz de Gueldre et sœur d'Adélaïde de Villich
        - Otton de Hammerstein († 1036), comte en Vettéravie ; ép. Ermengarde († 1042), fille de Godefroy le Captif, comte de Verdun (maison d'Ardenne), et de Mathilde de Saxe
          - Udo († 1034)
          - Mathilde ; ép. Liudolf de Bonnegau († 1031), comte de Zutphen (Ezzonides)

        - Gebhard († 1016), comte
        - Irmtrude († après 1015) ; ép. Frédéric de Luxembourg († 1019), comte en Moselgau (maison d'Ardenne)
        - Gerberge († après 1036) ; ép. Henri de Schweinfurt († 1017), comte en Nordgau (Bavière)

      - peut-être Conrad, possiblement identique au duc Conrad Ier de Souabe  († 997)

    - Hermann Ier († 949), duc de Souabe 926-949, comte en Lahngau ; ép. Regelinda († 958 à Ufenau), fille du comte Eberhard de Zurich et veuve du duc Burchard II de Souabe
      - Ida († 986) ; ép. Liudolf († 957), duc de Souabe 950-954 (Ottoniens)

  - Rodolphe († 908), évêque de Wurtzbourg 892-908
- Bérenger († après 879), comte en Hessengau
- Waldo, abbé de Saint-Maximin à Trèves
- Bartholf († 883), archevêque de Trèves